# ندای زنان ایران
ندای زنان ایران یک انجمن غیردولتی فعال حقوق زنان است که فعالیت خود را «بازتاب رنج‌ها، ناکامی‌ها و موفقیت‌های زنان در جامعه ایران» می‌داند و به گفته اعضایش این انجمن می‌کوشد زنان را برای دست یافتن به یک زندگی بهتر در کوران معضلات و تبعیض‌ها توانمندتر سازد.در بعضی از شهرستانهای کشور کرج و اصفهان و شیراز و تهران فعالیت این انجمن بیشتر فعالیت می‌کنند و این اعضا در ش

## فعالیت‌ها
این انجمن که یک سازمان فعال در حقوق زنان است، به حمایت از حقوق زنان و کارگران در ایران می‌پردازد. اعضای این سازمان، به سوادآموزی به زنان نیز می‌پردازند. همچنین این انجمن از اعتصابات کارگری ۱۴۰۰ ایران حمابت کرده بود.

## بازداشت اعضا
در آذرماه ۱۳۹۷ اعضای این انجمن به دلیل، کشف حجاب و فعالیت تبلیغی علیه نظام، و فعالیت بدون داشتن مجوز هریک به ۳ سال و ۶ ماه سال زندان محکوم شدند.اعضای این انجمن که در شهرستان کرج و اصفهان و شیراز فعایت میکردند به دادسرای عمومی انقلاب احضار شدند و محکوم به تحمل ۲ سال تا ۶ ماه حبس محکوم شدند.تقریبا ۱۵۹ نفر به دادگاه عمومی انقلاب فراخوانده شدند.

## اعضا
==اعضای این گروه سمیه 